# Gustav Uddenberg
Gustav Arvid Uddenberg, född 2 april 1907 i Chicago, död 2 mars 1957 i Kalmar, var en svensk målare.
Han var son till handlaren Johan Gustaf Emanuel Uddenberg och läraren Hulda Josefina Nilsson och från 1942 gift med Dina Magnhild Sofia Karlsson. Uddenberg var huvudsakligen autodidakt som konstnär men fick en viss handledning av äldre lokala konstnärer. Tillsammans med  Sven Persson ställde han ut i Kalmar 1954. Han medverkade i Hantverkets jubileumsutställning i Kalmar 1947, Sydöstra Sveriges konstförenings höstsalong i Oskarshamn och en utställning med Smålandskonst i Tranås samt samlingsutställningar i Ystad och Hagfors. Hans konst består huvudsakligen av landskapsskildringar och kubistiskt förenklade arkitekturavbildningar. 